# إلغاء العبودية في البرازيل

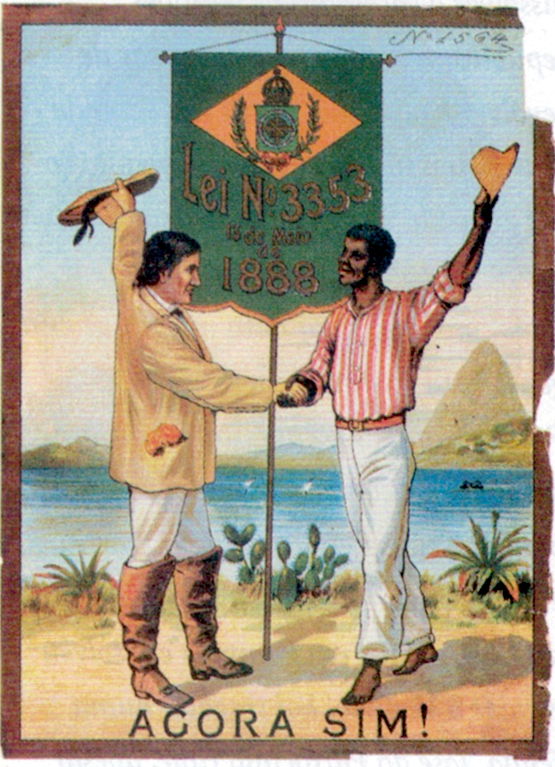
ملصق برازيلي من 1988 تذكيرًا بإلغاء العبودية.

يعود تاريخ إلغاء العبودية في البرازيل إلى أول محاولة لإلغاء عبودية السكان الأصليين في البرازيل، في عام 1611، وإلى إلغائها النهائي على يد ماركيز دي بومبال، في عامي 1755 و1758، خلال عهد الملك جوزيه الأول، وإلى حركات التحرر في الفترة الاستعمارية، وبشكل خاص مؤامرة باهيا عام 1798، التي تضمنت خططها القضاء على العبودية. بعد استقلال البرازيل (1822)، توسعت المناقشات حول هذا الموضوع طوال فترة الإمبراطورية، واكتسبت أهمية ابتداءً من عام 1850، وطابعًا شعبيًا ابتداءً من عام 1870، وتوجت بتوقيع قانون الذهب في 13 مايو 1888، الذي ألغى العبودية في البرازيل.

## فترة الإمبراطورية
وصف خوسيه بونيفاسيو دي أندرادا إي سيلفا، في تمثيله الشهير للجمعية التأسيسية لعام 1823، العبودية بأنها «سرطان قاتل يهدد أسس الأمة».
كان المستشار أنطونيو رودريغيس فيلوسو دي أوليفيرا واحدًا من أولى الأصوات المنادية بإلغاء العبودية في البرازيل المستقلة حديثًا. بكلمات المؤرخ أنطونيو باريتو دو أمارال: «في مذكراته لتحسين مقاطعة ساو باولو، التي يمكن تطبيقها في جزء كبير منها على المقاطعات الأخرى في البرازيل، التي قُدمت إلى الأمير جواو السادس في عام 1810، ونشرها المؤلف في عام 1822، بعد أن سرد وانتقد أفعال القادة الجنرالات التي ساهمت في عرقلة تطوير ساو باولو، انتقل للتعامل مع عمالة العبيد والهجرة الحرة، التي يمكن أن تسهم في قدوم السكان الأوروبيين المنكوبين بويلات حروب نابليون. اقترح المستشار فيلوسو دي أوليفيرا أنه في حالة استحالة إقامة تيارات هجرة، يجب استمرار تجارة العبيد. اقترح أيضًا اقتصار عبودية الأفراد المستوردين إلى عشر سنوات وأن يولد أطفال العبيد في البرازيل أحرارًا».
خلال فترة الوصاية، منذ السابع من نوفمبر عام 1831، وافقت غرفة النواب وأصدرت الوصاية قانون فيجو، الذي حظر الاتجار بالعبيد الأفارقة إلى البلاد، لكن هذا القانون لم يدخل حيز التنفيذ.
في مارس 1845، انتهت مدة آخر معاهدة وقعت بين البرازيل والمملكة المتحدة، وأصدرت الحكومة البريطانية، في أغسطس، قانون أبردين. سُمي القانون نسبة إلى لورد أبردين من مكتب الشؤون الخارجية، ومنح القانون الأسطول البريطاني الحق في اعتقال سفن العبيد، حتى في المياه الإقليمية البرازيلية، ومحاكمة قباطنتها. من خلال القانون، تمكن القباطنة البريطانيين من إرساء السفن البرازيلية في البحار العليا والتحقق مما إذا كانت تحمل عبيدًا. إذا كان الأمر كذلك، كان عليهم التخلص من الشحنة، بإعادة العبيد إلى أفريقيا، أو نقلها إلى السفن البريطانية.
انتُقد القانون في المملكة المتحدة نفسها لمحاولته جعل إنجلترا «الوصي الأخلاقي للعالم»، في البرازيل، أثار قانون أبردين الذعر بين تجار العبيد ومالكي الأراضي. كانت العاقبة الفورية للقانون الزيادة الملحوظة والمتناقضة في تجارة العبيد، نتيجة للتوقع بشراء العبيد قبل الحظر النهائي و، بشكل خاص، الزيادة الكبيرة في أسعار العبيد. يقول كايو برادو جونيور أنه في عام 1846، دخل البرازيل 50,324 عبدًا، وفي عام 1848، 60,000. قدر أن البلاد استقبلت حتى عام 1850، 3.5 مليون أسير أفريقي.
تتبعت السفن البريطانية السفن المشتبه بها، بينما اقتحمت البحرية البريطانية المياه الإقليمية وهددت بحجب الموانئ. وقعت حوادث وتبادل لإطلاق النار في بارانا. بعض القباطنة، قبل أن تقتحم سفنهم، رموا بحمولتهم البشرية عرض المحيط. كانوا مزارعين أو أصحاب أراضٍ، جميعهم من أصحاب العبيد.
احتجت المقاطعات، لأنه في ذلك الوقت في البرازيل، كانت العبودية شيئًا طبيعيًا، مدمجًا في الروتين والعادات، واعتبرت مؤسسة ضرورية وشرعية. كان مجتمعًا متفاوت القدرات يعتمد على العبيد للحفاظ على نفسه.

تحت ضغط الظروف، قام دوم بيدرو الثاني بخطوة هامة: أعدت حكومته مشروع قانون، قدمه إلى البرلمان وزير العدل يوسيبيو دي كيروش، والذي اعتمد تدابير فعالة لإنهاء تجارة الرق. تم تحويله إلى القانون رقم 581 في 4 سبتمبر 1850، وحددا المادة 3 منه أن:
صاحب السفينة، القبطان أو الربان، القائد، رب الطاقم، والشاحن مذنبون بجريمة استيراد العبيد أو محاولة استيرادهم. يعتبر الطاقم وأولئك الذين يساعدون في تفريغ العبيد في الأراضي البرازيلية شركاء، فضلًا عن أولئك الذين يساهمون في إخفائهم عن سلطة السلطات، أو في إبعادهم عن الضبط في البحر، أو أثناء عملية التفريغ والمطاردة.
حددت أحد مواده أن يحاكم المخالفين من قبل الأميرالية، مما ينقل السلطة القضائية إلى الحكومة الإمبراطورية، والتي كانت سابقًا مخولة للقضاة المحليين.
كانت هناك احتجاجات كثيرة لدرجة اضطرار يوسيبيو دي كيروش في يوليو 1852 إلى الظهور أمام مجلس النواب للمناشدة بتغيير الرأي العام. ذكر أن العديد من المزارعين في الشمال يواجهون صعوبات مالية، غير قادرين على سداد ديونهم للتجار. رهن الكثيرون ممتلكاتهم للمضاربين والتجار الكبار - بما في ذلك العديد من البرتغاليين - للحصول على أموال لشراء المزيد من الأسرى. ذكر أنه إذا استمر هذا العدد الكبير من العبيد الأفارقة في دخول الإمبراطورية، فسيكون هناك توازن غير متكافئ بين فئات السكان - الحرة والرقيقة - مهددًا الأولى. سيتعرض ما يُسمى «المجتمع الجيد» «لمخاطر جسيمة للغاية»، إذ إن عدم التوازن قد أثار العديد من الانتفاضات بالفعل (مثل تمرد مالي في سلفادور في عام 1835).
في عام 1854، تمت الموافقة على قانون نابوكو دي أراوجو، الذي أخذ اسم وزير العدل بين عامي 1853 و1857. جرت أخر الرحلات المعروفة في عام 1856.
حتى عام 1850، كانت الهجرة ظاهرة عفوية. بين عامي 1850 و1870، بدأت أصحاب الأراضي بتشجيعها. جاء المهاجرون أولًا من ألمانيا، بدون نجاح، ثم من إيطاليا، وكانوا غالبًا مخدوعين عقود تجبرهم على العمل في نظام يشبه تقريبًا نظام العبودية، حيث عملوا في القطاع الزراعي في اقتصاد القهوة. نظرًا لعودة العديد منهم إلى بلدانهم، كان من الضروري تدخل القنصليات والكيانات التي تحميهم، مثل بعض جمعيات تعزيز الهجرة. كانت هناك مناطق كثيرة استبدل فيها العبيد بالمهاجرين. احتوت بعض المدن في عام 1874 على 80% من العمال الزراعيين من السود، وفي عام 1899، كان 7% من العمال الزراعيين من السود و 93% من العمال من البيض.
في عام 1850، بعد مرور قانون يوسيبيو دي كيروش، بدأت العبودية في التراجع مع نهاية تجارة الرق. استبدل المهاجرون الأوروبيون العبيد تدريجيًا في سوق العمل كعمال مأجورين. لكن لم تكتسب حركة إلغاء العبودية زخمًا إلا بعد حرب الباراغواي (1864-1870). عاد الآلاف من العبيد السابقين من الحرب منتصرين، وتكرم الكثيرون منهم حتى، وكانوا عرضة للعودة إلى وضعهم السابق تحت ضغط من أصحابهم السابقين. أصبحت المشكلة الاجتماعية قضية سياسية للنخبة الحاكمة في العهد الثاني.
ساهم إلغاء تجارة الرق، وانخفاض معدل الولادات، والأوبئة المتعددة من الملاريا، والهروب المستمر للعبيد، وتكاثر القرى الحرة، والإفراج عن العديد من العبيد، بما في ذلك الذين قاتلوا في حرب الباراغواي، بشكل كبير في نقصان عدد العبيد في البرازيل في ذلك الوقت حتى وقت إلغاء العبودية.